# Ајла дел Понте
Ајла дел Понте (итал. Ajla Del Ponte; Локарно, 17. јул 1996) швајцарска атлетичарка специјалиста за спринтерске дисциплине, стални члан швајцарске штафете 4 х 100 метара, са којом држи актуелни национални рекорд. Студент је Филозофског факултета у Лозани од 2016. године.

## Спортска биографија
Ајла дел Понте је почела тренирати атлетику веома рано.
Деби на великим такмичењима имала је на Светском првенству у атлетици за јуниоре 2014. у Јуџину. У трци на 100 метара није прошла квалификације, а са штафето 4 х 100 у којој су поред ње биле Мајела Хаури,Сара Атчо и Ирина Штребел била је 5.
Са штафетом  у саставу: Ајла дел Понте, Сара Атчо, Елен Спрунгер и Саломе Кора учествовала је на Олимпијским играма 2016. у Рију де Жанеиру. Заузеле су 12. место.
Година 2017. била је пуна великих такмичења. Прво је на Европско првенство у дворани у Београду. у трци на 60 метара испала у полуфиналу заузевши 13. место. Затим је победом са штафетом: дел Понте, Саманта Дагри, Муџинба Камбунђи и Саломе Кора у Првој лиги Европском екипном првенству у Васи (Финска), помогле Шведској да освоји прво место, а Швајцарска се као трећа пласирала са Супер лигу у следећој години.
На митингу Дијамантске лиге Атлетисима 2017. 6. јула у Лозани у пратећем програму Лиге, трци на 100 метара дел Понтеова је поправила лични рекорд  на 11,44.
Учествовала је 14. јула 2017. на Европском првенству за млађе сениоре У-23 у Бидгошчу, и заузела пето место у трци на 100 метара резултатом 11,66. само 6 стотинки далеко од победничког постоља. Два дана касније осваја бронзану медаља за штафетом 4 х 100 м.
На Светском првенству 2017. у Лондону, са штафетом је била пета. Сезону је завршила великим успехом, освајањем златне медаље на 100 м на Универзијади у Тајпеју. 